# Ambrosia acanthicarpa
Ambrosia acanthicarpa jednogodišnja je biljka iz porodice glavočika (Asteraceae), jedna od četrdesetak vrsta ambrozije. Raširena je po zapadnim dijelovima SAD-a i prerijama Kanade.
- A. acanthicarpa
- A. acanthicarpa
- A. acanthicarpa